# Ignazio Florio
Ignazio Florio (Palermo, 18 dicembre 1838 – Palermo, 17 maggio 1891) è stato un imprenditore e politico italiano.
Esponente della famiglia Florio, armatore di primo piano con la sua compagnia di navigazione, nel 1876 acquistò le tonnare dell'isola di Favignana e dell'intero arcipelago delle Isole Egadi, per proseguire l'attività di pesca e conservazione del tonno iniziata nel XVII secolo dai suoi avi, costruendo un innovativo stabilimento conserviero nella tonnara di Favignana e Formica.
Fu nominato nel 1883 senatore del Regno d'Italia, dalla XV legislatura alla morte.

## Biografia

### Giovinezza
Figlio di Vincenzo  – l'artefice dell’iniziale sviluppo della Casa di commercio Florio di Palermo – e di Giulia Portalupi, nasce a Palermo il 18 dicembre 1838. Sotto la guida di Vincenzo, la Casa Florio aveva affiancato alla tradizionale attività commerciale iniziative imprenditoriali in un gran numero di settori diversi: navigazione, industria tessile, produzione enologica, estrazione e raffinazione degli zolfi, siderurgia, industria della pesca. Sposò la baronessa Giovanna d'Ondes Trigona, ed ebbe 4 figli, tre maschi (ma il maggiore, Vincenzo, morì 12enne nel 1879), Ignazio jr, Vincenzo jr e una femmina, Giulia.

### Carriera imprenditoriale

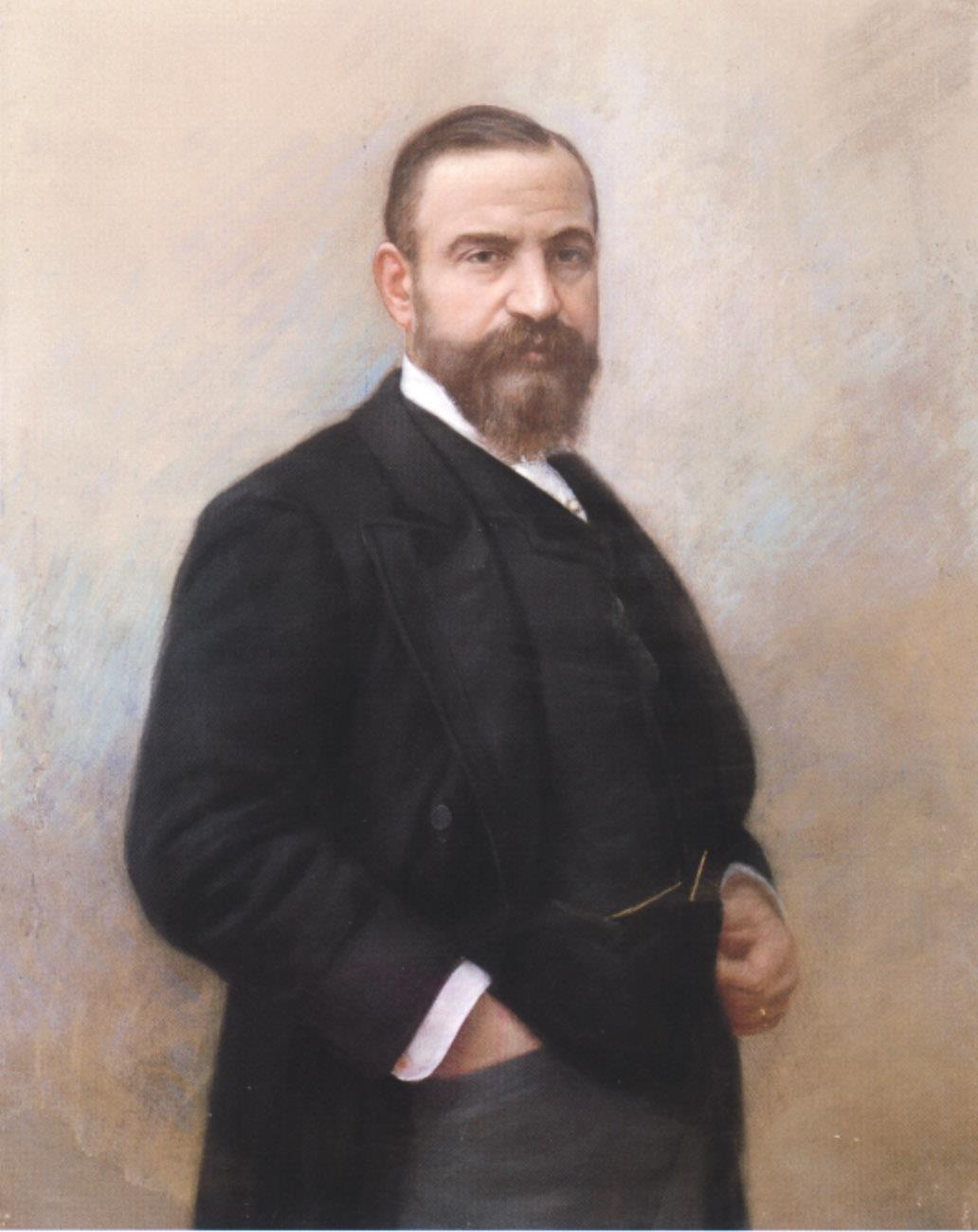
Ignazio Florio ritratto nel XIX secolo

Alla morte del padre, nel 1868, Ignazio liquida le quote degli altri eredi – le sorelle Giuseppina e Angelina – e si dedica al consolidamento e allo sviluppo ulteriore delle aziende di famiglia.
Tra le sezioni della Casa di commercio sono da annoverare piroscafi, fonderie, tonnare, zolfo e marsala. La Fonderia Oretea, che Vincenzo Florio aveva rilevato nel 1840, produceva principalmente macchine a vapore, macchine per la distillazione, idrovore, macchine agricole, nonché impianti su ordinazione da impiegare nelle miniere di zolfo. Con l’ulteriore sviluppo della società di navigazione, l’impianto svilupperà una marcata specializzazione nella meccanica navale, costruendo ad esempio, per conto dello Stato, una macchina a vapore da quaranta cavalli per il bacino di carenaggio di Messina e, per i privati, caldaie di varie dimensioni nonché attrezzature usate nella marineria (verricelli, gru, ancore, trombe idrauliche).
Nel 1874 Ignazio Florio acquista, per meno di tre milioni, le tonnare di Favignana, Formica, Levanzo e Marettimo dai Marchesi Rusconi di Bologna e Pallavicino di Genova, seguendo anche in questo caso le orme del padre (questi aveva gestito le stesse tonnare per diversi anni, abbandonando però l’intrapresa dopo il 1859, forse per contrasti con i proprietari). L’industria della lavorazione del tonno era da sempre una delle attività più lucrative di Casa Florio e negli anni compresi tra il 1878 e il 1888 gli investimenti in questo settore producono utili pari al 20%, dando lavoro a circa 900 operai, tra fissi e stagionali.

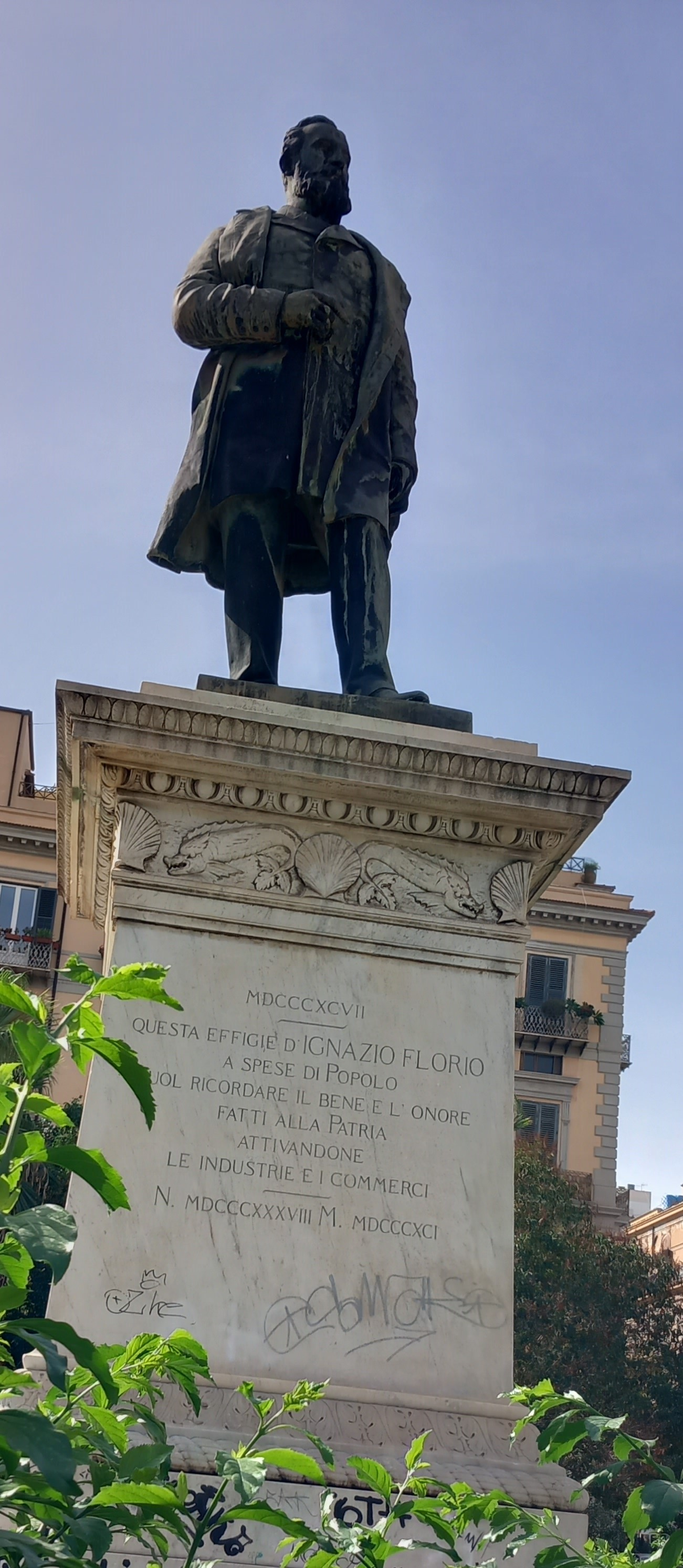
Statua di Ignazio Florio in piazza Florio a Palermo

Un altro dei settori di attività ereditati dal padre Vincenzo era quello degli zolfi, che fra il 1851 e il 1875 aveva attraversato una notevole fase di espansione, con una produzione delle miniere siciliane che giunse a superare le 200.000 tonnellate annue e prezzi medi del prodotto in ascesa. Negli anni successivi i prezzi dello zolfo diminuiscono costantemente, in parte a causa dell’impressionante aumento della produzione (che tocca quota 400.000 tonnellate nel 1882) e in parte in seguito ai progressi della chimica e alla comparsa di innovazioni tecnologiche che consentivano l’utilizzo di una materia prima sostitutiva come la pirite. Nonostante la caduta dei prezzi di vendita, Florio continua a realizzare cospicui guadagni tanto dal commercio quanto dalla gestione di alcune miniere. Oltre alla miniera di Bosco di San Cataldo di sua proprietà, Florio assume infatti nel 1886 la gestione delle zolfare di Rabbione, vicino a Caltanissetta, e di Grottarossa, per una produzione annua totale di circa 4.500 tonnellate; questo lo rende uno dei principali produttori dell’isola.
Un’altra attività tradizionale di Casa Florio era quella enologica nello stabilimento di Marsala, iniziata in condizioni difficili da Vincenzo Florio fin dal 1832. Nei primi anni Settanta la domanda del vino marsala è in forte espansione e l’impresa agricola dei Florio arriva a disporre di una forza lavoro di 300 addetti, assumendo le dimensioni di un interessante complesso agro-industriale, dotato persino di un proprio molo per le operazioni di imbarco del prodotto.
Il punto di forza della casa di commercio continua tuttavia a rimanere la compagnia di navigazione, sebbene la depressione dell’economia mondiale iniziata nel 1873 avesse provocato il ribasso dei noli e costretto alla liquidazione diverse compagnie di navigazione, causando addirittura un decremento netto della flotta mercantile italiana tra il 1870 e il 1880. Florio era costretto a mantenere bassi i noli internazionali, mentre contemporaneamente aumentavano gli oneri fiscali a carico degli armatori italiani e la pressione della concorrenza estera, in particolare francese e austriaca. A ciò bisogna poi aggiungere il progressivo spostamento a livello mondiale dei servizi di viaggio e trasporto dalla nave al treno e la crescente specializzazione della nave nei collegamenti veloci intercontinentali e nel grande trasporto. Senza interventi governativi di sostegno, l’impresa marittima Florio sembra non avere le forze per superare la prevedibile crisi.
All’inizio degli anni Ottanta dell’Ottocento, un esame della situazione e delle prospettive future della marina italiana convince Ignazio Florio dell’opportunità di cedere alle ormai numerose sollecitazioni politiche – fra cui quelle di Francesco Crispi e Agostino Depretis – che lo spingono a esaminare una possibile fusione con la compagnia Rubattino. L’integrazione delle due compagnie avrebbe creato un’unica grande flotta che, godendo della quasi totalità delle sovvenzioni statali, avrebbe potuto espandere i servizi liberi, soprattutto verso le Americhe, contando anche sull’appoggio finanziario del Credito Mobiliare, interessato alla fusione come azionista della compagnia ligure.
Nel marzo 1881 le parti sottoscrivevano un contratto preliminare presentando nel contempo formale istanza al Governo per la prescritta approvazione da parte delle Camere. Superato lo scoglio politico, il 4 settembre successivo vede la luce la Navigazione Generale Italiana, con sede sociale a Roma e due sedi compartimentali a Palermo e a Genova, dirette rispettivamente da Ignazio Florio e Raffaele Rubattino. La nuova società ha un capitale complessivo di 50 milioni di lire – che la rende una delle più grandi imprese italiane del tempo, alla pari con le maggiori banche e società finanziarie –, le cui azioni vengono sottoscritte per un quinto dal Credito mobiliare e per il resto distribuite in parti uguali ai due imprenditori promotori, che conferiscono in cambio le rispettive società.
Coi suoi 83 piroscafi, ben presto aumentati a più di 100, la Navigazione Generale Italiana si presenta come la più potente compagnia del Mediterraneo dopo la Messageries Maritimes di Marsiglia, e il più grande complesso armatoriale mai sorto in Italia.

### Ultimi anni e morte

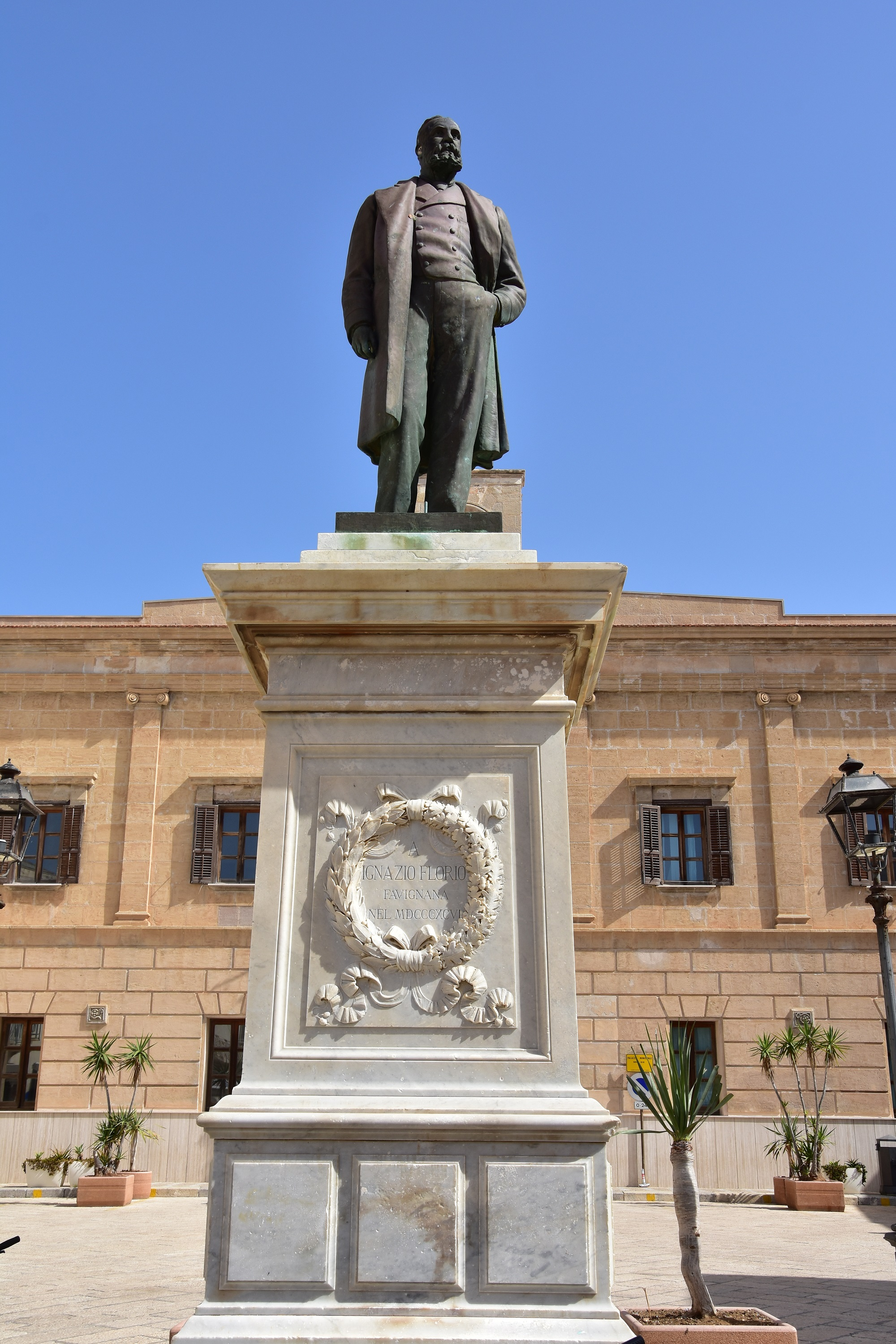
Statua di Ignazio Florio a Favignana

Il ruolo giocato da Ignazio Florio nella sua creazione è sancito dalla nomina a senatore del Regno nel 1883. La nascita della Navigazione generale non risolve tuttavia i nodi di fondo alla base della crisi di un modello di gestione dei servizi marittimi pesantemente dipendente dalle sovvenzioni statali. I costi sopportati dalla collettività sotto forma di premi alla navigazione, unitamente al progressivo peggioramento dei servizi, diventano ben presto oggetto di acceso dibattito all’interno delle sedi politiche e presso l’opinione pubblica. I privilegi derivanti dal monopolio si rivelano di ostacolo a una conduzione moderna e attenta della società: mentre gli utili si distribuiscono con regolarità, gli investimenti necessari al rinnovo del naviglio obsoleto languono; nel 1893 solo 34 dei 103 piroscafi della società risultano avere meno di vent’anni di età e 32 hanno già superato i 30.
Non avrebbe tuttavia visto l’inarrestabile declino vissuto negli anni successivi dalla Navigazione generale e dalle altre aziende di famiglia, in buona parte a causa della cattiva gestione del figlio secondogenito, Ignazio Florio jr (1868-1957), a cui, nonostante la giovane età, era stata affidata nel 1889 la direzione di tutte le attività della Casa.
Ignazio Florio senior muore a Palermo il 17 maggio 1891.

## Riconoscimenti
Il comune di Favignana gli ha dedicato una statua, realizzata nel 1896 dallo scultore Francesco Cocchiara e eretta davanti al municipio. Il comune di Palermo gli ha dedicato una piazza con una statua realizzata dallo scultore Benedetto Civiletti su progetto dell'architetto Giuseppe Damiani Almeyda. Sempre in Palermo, nel giardino di Piazza principe di Camporeale (ex Piazza Olivuzza), sorge un suo busto realizzato nel 1901 dallo scultore Rosario Ferlazzo.

## Archivio
La documentazione relativa all'attività imprenditoriale di Ignazio Florio è conservata a Roma presso l'Archivio Giulia Florio Afan de Rivera.